# Cercetător
Cercetătorul este un om de știință a cărui activitate se axează pe dezvoltarea și lărgirea cunoașterii științifice într-un anumit domeniu. În general, cercetătorul publică în literatura de specialitate rezultatele cercetărilor sale.
Cercetătorul poate fi matematician, biochimist, fizician, inginer, biolog etc.

## Titluri universitare de cercetare
a) asistent cercetare;
   b) cercetător științific;
   c) cercetător științific gradul III;
   d) cercetător științific gradul II;
   e) cercetător științific gradul I.

### Echivalența titlurilor din cercetare cu funcțiile didactice
Echivalența este următoarea:
   a) cercetător științific se echivalează cu asistent universitar, pentru persoanele care dețin o diplomă de doctor;
   b) cercetător științific gradul III se echivalează cu lector universitar/șef de lucrări;
   c) cercetător științific gradul II se echivalează cu conferențiar universitar;
   d) cercetător științific gradul I se echivalează cu profesor universitar.
Nomenclatorul general de funcții didactice și de cercetare auxiliare din învățământul superior este aprobat prin Ordinul comun(MENCS/MMFPSPV) nr. 6419/2858/2011 (anexa 10).